# Olszyna (gemeente)
De gemeente Olszyna is een stad- en landgemeente in het Poolse woiwodschap Neder-Silezië, in powiat Lubański.
De zetel van de gemeente is in Olszyna.
Op 31 december 2005, telde de gemeente 6924 inwoners.

## Oppervlakte gegevens
De gemeente heeft een oppervlakte van 47,16 km², waarvan:
- agrarisch gebied: 68%
- bossen: 19%

De gemeente beslaat 11,0% van de totale oppervlakte van de powiat.

## Plaatsen
Olszyna, Biedrzychowice, Bożkowice, Grodnica, Zapusta, Kałużna, Karłowice, Nowa Świdnica, Krzewie Małe.

## Aangrenzende gemeenten
Gryfów Śląski, Leśna, Lubań